# Ден на независимостта на Израел
Ден на независимостта (на иврит: יום העצמאות, букв. „Ден на независимостта“) е националният ден на Израел, отбелязващ израелската декларация за независимост през 1948 г. Денят е белязан от официални церемонии и празници. Тази година празникът се празнува от залез 4-ти до свечеряването на 5-ти май . 
Празникът се празнува на ияр 5 според еврейския календар или се отлага за най-близкия четвъртък, ако това се пада в петък или събота (Сабат).
Обявяването на създаването на еврейската държава се основава на решението на Общото събрание на ООН.
Главният равинат в Израел решава през 1950-51 г., че Денят на независимостта трябва да получи статут на празник, при който да се рецитира Халел (молитва, дословно рецитиране от Псалми 113–118, което се рецитира от съблюдаващи евреи на еврейските празници като акт на възхвала на Бога и благодарност). 
Религиозното ционистко движение създава литургия за празника, която понякога включва рецитиране на някои псалми и четене на haftarah от Исая 10:32–12:6 (haftarah или (ашкеназкото произношение) haftorah (алт. haphtara, иврит: הפטרה) „раздяла“, (форма за множествено число: haftarot или haftoros) е поредица от избрани пасажи от книгите на Nevi'im („Пророци“) от еврейската Библия (Tanakh, Танах), която се чете публично в синагогата като част от еврейската религиозна практика).